# Médor (magazine)
Pour les articles homonymes, voir Médor.
Médor est un magazine trimestriel belge et coopératif d’investigations et de récits, fondé en 2015.

## Positionnement et particularités
Médor est une coopérative à finalité sociale (SCRL-FS) qui vise « la création, publication et diffusion d'une revue consacrée aux enjeux de société de manière large ». Il tire sa dénomination de la volonté de ses journalistes d'exercer leur mission de « chiens de garde de la démocratie »,. 
Médor est le premier magazine de presse belge dont le graphisme est entièrement réalisé en logiciels libres et une grande partie des articles sont diffusées sous une licence Creative Commons.

## Procès
Alors que la sortie du premier numéro du magazine papier est prévue le vendredi 20 novembre 2015, sa parution est interdite provisoirement par le Tribunal de première instance de Namur par une ordonnance en référé du 18 novembre 2015. 
À la suite de la diffusion d'un article succinct sur le site de Médor le 12 novembre 2015, la société pharmaceutique liégeoise Mithra Pharmaceuticals S.A a introduit une requête unilatérale. Elle estime en effet qu'un article, intitulé « Le risque financier que Mithra n'a pas déclaré à la FSMA »,, porte atteinte à sa réputation.
Après un débat contradictoire tenu le 24 novembre 2015, le Tribunal de première instance de Namur estime que cette interdiction de diffusion s'apparente à de la censure. Un jugement dans ce sens est rendu le 1er décembre 2015.

## Prix et récompenses
Médor a obtenu plusieurs prix, à la fois pour sa démarche économique et pour son journalisme. 
En 2014, il reçoit le Prix Crédal Impact +,. En 2017, il obtient le Prix francophone de l’Innovation dans les médias 
Les articles publiés par Médor ont obtenus plusieurs fois le prix de la presse Belfius: en 2016, le journaliste David Leloup l'obtient pour « La pilule amère de Mithra »; en 2017 Céline Gautier l'obtient pour « La maculée conception ». En 2019, le journaliste Philippe Engels obtient le Trace Prize for Investigative reporting pour « Semlex au pays de l’or noir ». En 2022, Olivier Bailly obtient le prix de la presse du Parlement de la Fédération Wallonie Bruxelles pour « La peine de vivre ».